# SR Colmar
Sports Réunis Colmar to francuski klub piłkarski założony w 1920 roku. Siedziba klubu znajduje się w Colmar w Alzacji we Francji. Obecnie Colmar występuje w Championnat National, na trzecim poziomie ligowym we Francji. Klub swoje mecze rozgrywa na Colmar Stadium w Colmar.
W ciągu swojej historii Colmar spędziło jeden sezon w Ligue 1 (1948/49) oraz pięć sezonów w Ligue 2.
23 stycznia 2010 Colmar było autorem jednej z największych niespodzianek w historii Pucharu Francji. Wtedy to klub ten wyeliminował z rozgrywek Lille OSC pokonując faworytów w rzutach karnych 10 do 9.

## Osiągnięcia
Najwyższa pozycja w lidze - 11. miejsce w Ligue 1 - 1949
- Drugie miejsce w Ligue 2 - 1948
- Drugie miejsce w CFA2 - 2008
- Puchar Francji: półfinał w 1948, 10. runda w 2006.
- Zwycięstwo w Alsace Division: 1973, 1997. Wicemistrzostwo 1960, 1962, 1965, 1973.

## Informacje o klubie
- Adres: Colmar Stadium

36 rue Ampère
68000 Colmar

## Obecny skład
Skład w sezonie 2012/13.
| Nr | Poz. | Piłkarz                |
| -- | ---- | ---------------------- |
| 1  | BR   | Jean-François Verger   |
| 4  | OB   | Vincent Decker         |
| 5  | OB   | Benoît Haaby           |
| 6  | PO   | Jérémy Grimm           |
| 7  | NA   | Abdel Moukhlil         |
| 8  | PO   | Salim Mezriche         |
| 9  | NA   | Frédéric Marques       |
| 10 | PO   | Farez Brahmia          |
| 11 | NA   | Guillaume Créquit      |
| 14 | NA   | Wilfried Louisy-Daniel |
| 15 | OB   | Loïc Meyer             |

| Nr | Poz. | Piłkarz               |
| -- | ---- | --------------------- |
| 18 | PO   | Mathieu Wagner        |
| 19 | NA   | Geoffrey Holtz        |
| 20 | OB   | Jude Varsovie         |
| 21 | NA   | Charrad Aïkel Gadacha |
| 22 | OB   | Malik M'Tir           |
| 23 | PO   | Adam Shaïek           |
| 26 | PO   | Manfred Ekwe-Ebele    |
| 27 | PO   | Cédric Liabeuf        |
| 28 | OB   | Vincent Bernardet     |
| 30 | BR   | Thomas Fédrigo        |

## Znani gracze
- Camillo Jerusalem
- Simon Mevoa Enama
- Juan Mbela
- Amaury Bischoff
- Ryad Boudebouz
- Charles Heiné
- Pascal Johansen
- Raymond Kaelbel
- Marc Keller
- Jean-François Kornetzky
- François Bader
- Gyula Nagy
- Tagba Mini Balogou